# رابرت مرسیر
رابرت مرسیر (انگلیسی: Robert Mercier; ۱۴ اکتبر ۱۹۰۹ – ۲۳ سپتامبر ۱۹۵۸) بازیکن فوتبال اهل فرانسه بود.
از باشگاه‌هایی که در آن بازی کرده‌است می‌توان به باشگاه فوتبال رن اشاره کرد.
وی همچنین در تیم ملی فوتبال فرانسه بازی کرده‌است.